# Autostrada Regionale Cispadana
Die Autostrada Regionale Cispadana ist eine geplante italienische Autobahn und soll einmal die Städte Reggiolo mit Ferrara bzw. mit der adriatischen Küste verbinden. Die Autobahn ist auf ihrem gesamten Verlauf mautpflichtig und verläuft vollständig in der Region Emilia-Romagna. Baubeginn soll im Jahr 2019 sein.

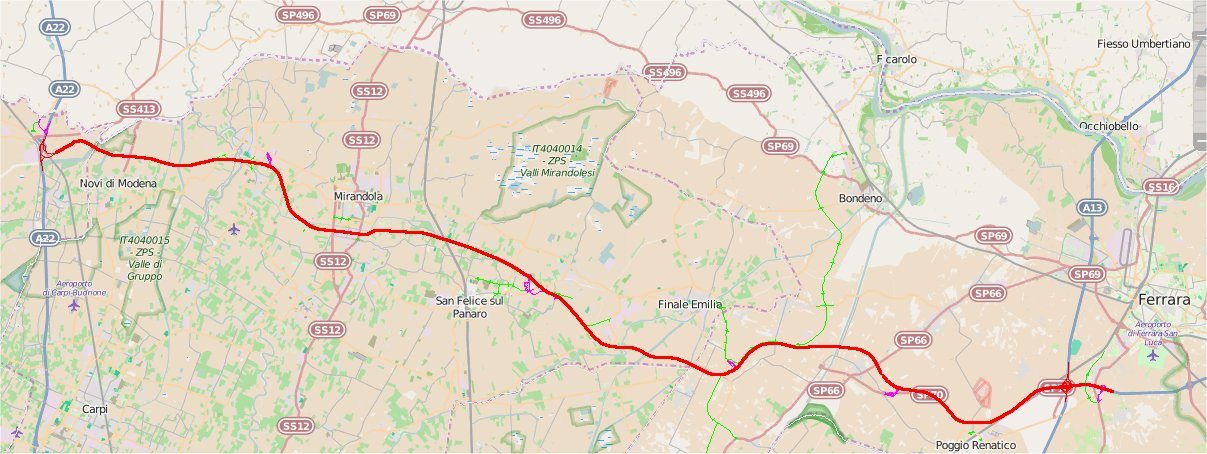
Autostrada regionale Cispadana